# Rotterdam Rechter Maasoever
Rotterdam Rechter Maasoever omvat het gedeelte van Rotterdam, dat ten noorden van de Nieuwe Maas ligt (vanaf de bron van de rivier naar de zee gezien rechts). De stad Rotterdam is ten noorden van de rivier ontstaan en ook tegenwoordig woont de meerderheid van de bevolking (ongeveer 60%) ten noorden van de rivier.

## Deelgemeenten en wijken
De Rechter Maasoever is geen aparte bestuurlijke eenheid maar bestaat uit zeven deelgemeenten welke verder opgedeeld kunnen worden in wijken:
- Centrum:

Cool, Dijkzigt, Oude Westen, Scheepvaartkwartier, Stadsdriehoek, C.S. kwartier
- Delfshaven:

Bospolder/Tussendijken, Delfshaven/Schiemond, Middelland, Nieuwe Westen, Spangen, het Witte Dorp, Oud-Mathenesse
- Hillegersberg-Schiebroek:

Hillegersberg, Honderd en Tien Morgen, Kleiwegkwartier, Molenlaankwartier, Nieuw Terbregge, Schiebroek, Terbregge
- Kralingen-Crooswijk:

Crooswijk, De Esch, Kralingen, Rubroek, Struisenburg
- Noord:

Agniesebuurt, Bergpolder, Blijdorp, Blijdorpse polder, Liskwartier, Oude Noorden, Provenierswijk
- Overschie

Kandelaar, Kleinpolder, Landzicht, Overschie, Zestienhoven
- Prins Alexander:

Het Lage Land, Kralingseveer, Nesselande, Ommoord, Oosterflank, Prinsenland, Zevenkamp
De Kop van Zuid is een wijk die bestuurlijk tot 2010 onder de Centrumraad viel, maar gelegen is in Rotterdam-Zuid.

## Ziekenhuizen
- Erasmus MC
- Havenziekenhuis
- Oogziekenhuis
- Franciscus Gasthuis

## Stations
Aan de Rechter Maasoever liggen vier spoorwegstations: Rotterdam Alexander, Rotterdam Blaak, Rotterdam Centraal en Rotterdam Noord.